# 弥栄あしぎぬ温泉
弥栄あしぎぬ温泉（やさかあしぎぬおんせん）は、京都府京丹後市弥栄町木橋にある日帰り温泉入浴施設。1995年（平成7年）に、町制40周年を記念して開業した。
廃てんぷら油と木質チップ燃料を加温ボイラーに使用し、CO2排出量を大幅に削減した温浴施設として特筆される。

## 泉質
- カルシウム・ナトリウム - 硫酸塩泉（低張性弱アルカリ性高温泉）
- 温度は50.4度で毎分212リットル[1]。

温泉管理は、地下1,500メートルから汲み上げた湯を各浴槽へ掛け流し、温度を一定に保つべくろ過循環しながら塩素殺菌を行う。さらに、年数回、二酸化塩素を用いた配管内生物膜(バイオフィルム)除去作業を実施する。

## 設備
レストラン、売店のある管理館と、浴場のある温泉館の2棟でなり、この2棟が地上25mの高さにある空中ブリッジ(全長50メートル)で繋がる。温泉館では開業当時はまだ珍しかった床暖房やシースルーエレベーターなど近代的な機能を備え、うたせ湯、寝湯、つぼ湯、泡ぶろ、ジャグジー、サウナ、箱蒸し風呂など多種類の風呂と、220インチの大画面モニターを併設する露天風呂が設置された。
環境に配慮して石油燃料削減に取り組み、湯温を保つためのボイラーは、2016年（平成24年）8月から使用済てんぷら油を再利用した信州工業株式会社製の廃油ボイラーを導入し、2015年（平成27年）4月から木質チップを燃料とするバイオマスボイラーも併設した。

## 歴史
1990年代当時、京都府北部の1市10町で温泉掘削をしていないのは加悦町と弥栄町だけだった。弥栄町では温泉試掘協議会をつくってふるさと創生事業で温泉開発に取り組み、1992年（平成4年）に和田野地区ナカハラの山中で温泉掘削を開始した。
温泉試堀業者はドリコ株式会社。秋田県から資材を運び込み、24時間操業で800メートルまで一気に掘った後、地層を調べながら1,300メートルまで掘り進める計画だった。計画は成功し、1,300メートル地点で温度は34.2度、毎分63リットルの温泉を計量したが、さらに試堀を進めるとより優れた泉源を得られる可能性が高いとみられ、第2次試堀が決定した。
最終的な試堀深度は1,500メートルで、温度は50.4度で毎分212リットルに到達した。1995年（平成7年）3月、弥栄町制40周年を記念する施設「あしぎぬ温泉」として竣工した。
京丹後市観光振興課の所轄で、2001年（令和3年）度から2016年（令和8年）度まで、スーパーマーケットチェーンのにしがきが指定管理者となっている。

### 開業後7年の年間入館者数
| 1995年（平成7年）開業 | 196,732人 |  |  |
| 1996年（平成8年）     | 184,056人 |  |  |
| 1997年（平成9年）     | 183,355人 |  |  |
| 1998年（平成10年）    | 190,508人 |  |  |
| 1999年（平成11年）    | 164,148人 |  |  |
| 2000年（平成12年）    | 156,106人 |  |  |
| 2001年（平成13年）    | 149,551人 |  |  |
| 2002年（平成14年）    | 142,844人 |  |  |

## 企画
毎月1日を「シルバーデー」、5日を「だんごの日」、10日を「ざるそば200円券配布」など、毎月定期的にイベントを開催するほか、不定期で「コイン落としゲーム」「キッズデー」「変わりジャグジー」など、時節に応じて随時さまざまなイベントを開催する。

## 現地情報

### アクセス
所在地
京都府京丹後市弥栄町木橋548番地
公共交通
京都丹後鉄道宮豊線峰山駅下車（車で約10分）

### 周辺施設
- 総合運動公園 - 子供向け遊具を備えた広場のほか、体育館、グラウンド、ゲートボール場に隣接し、共同で100台以上の駐車場を備える[12]。
- 道の駅丹後王国「食のみやこ」 - 宿泊施設を併設し、西日本最大級の面積をもつ道の駅 [13]